# Jan Röck

Jan Röck (2020)

Jan Röck (* 1976 in Saulgau) ist ein deutscher Pianist im Bereich Jazz und Klassik sowie Komponist.

## Leben und Wirken
Jan Röck wurde als Sohn des Chorleiters und Organisten Josef Röck (1932–2021) und dessen Frau Margreth geboren. Sein Vater arbeitete unter anderem mit Gotthilf Fischer zusammen. Seine Schwestern sind die Sängerinnen Jeanette und Manuela Röck, sein jüngerer Bruder Jimmy Röck ist Chorleiter und Dirigent.
Röck studierte Klavier, Kirchenorgel und Musik für Lehramt an der Hochschule für Musik Karlsruhe bei Peter-Michael Riehm sowie an der Musikhochschule Stuttgart. Es folgten Tätigkeiten als musikalischer Leiter und Korrepetitor am Badischen Staatstheater Karlsruhe und an den Schauspielbühnen Stuttgart mit den Spielstätten Altes Schauspielhaus und Komödie am Marquardt. 2003 begleitete er dort Johannes Heesters bei einer Revue zu dessen 100. Geburtstag.
Röck ist Begleiter im Bereich Klassik und Jazz, u. a. begleitete er Annette Postel und das Streichquartett der Münchner Philharmoniker. Er wirkt als Musikpädagoge und komponiert vorrangig Kinderlieder und Kindermusicals. Gemeinsam mit der Sängerin Asita Djavadi erstellte er biografisch-musikalische Bühnenprogramme zu Edith Piaf, Barbra Streisand, Liza Minnelli und Bertolt Brecht, die deutschland- und europaweit gastieren (darunter im Kammermusiksaal der Berliner Philharmonie).
Die Jazz-CD Umfassung_Embracement von Jan Röck und Jakob Jäger war auf der Longlist für den Jahrespreis 2022 der Kritikervereinigung Preis der deutschen Schallplattenkritik vertreten.

## Diskografie

### Als Interpret
- Fragile. Mit Asita Djavadi, Gesang (Label Chaos; 2017)
- Brüderlein, komm tanz mit mir. Mit Jeanette Röck, Gesang; Kai Weihprachtitzky, Schlagzeug; Max Wenzel, Bass (TYXart; 2018)
- Umfassung_Embracement. Werke von Thelonious Monk, Arvo Pärt, Claude Debussy. Mit Jan Röck, Klavier; Jakob Jaeger, Kontrabass (TYXart; 2022)

### Als Komponist
In Zusammenarbeit mit Asita Djavadi, Tanja Donner und Simone Härter entstanden bislang drei Kindermusicals für den Härter Kinderbuchverlag, bei denen Jan Röck die Musik komponierte, außerdem ein Kindermusical in Zusammenarbeit mit seiner Schwester Manuela Röck
- Jule Rapunzel. Verlag Härter, 2009, DNB 1011867613.
- Rumpelstilzchens Glück. Verlag Härter, 2011.[10]
- Rotkäppchens Wolf. Verlag Härter, Reutlingen 2014, ISBN 978-3-942906-18-0.
- Der Schmied und das Feuer. 2022.[11]